# Afrarchaea harveyi
Afrarchaea harveyi là một loài nhện trong họ Archaeidae. Loài này phân bố ở Nam Phi.